# Tunnel of Love
Tunnel of Love je osmi studijski album Brucea Springsteena objavljen 1987.
Časopis Q uvrstio ga je na 91. mjesto najboljih albuma svih vremena. 1989. je završio na 25. mjestu Rolling Stoneove liste 100 najboljih albuma osamdesetih. 2003. je u izboru istog lista uvršten na 475. mjesto 500 najvećih albuma svih vremena.

## Povijest
Nakon velikog uspjeha velikog i himničnog albuma Born in the U.S.A., Springsteen je na Tunnel of Love usporio ritam. Mučne pjesme - "Brilliant Disguise," "Two Faces," "Tunnel of Love" i "One Step Up" - čine se kao da reflektiraju Springsteenov neuspješni brak s Julianne Philips. U istom je tonu i uvodna "Ain't Got You", njegov osobni pogled na život rock zvijezde, dok završna "Valentine's Day" preokreće akorde "My Funny Valentine" zbog mučne priče pune opisa prirode kakvima će se baviti i u nastavku karijere početkom devedesetih. Ironično, "Walk Like a Man", još jedno poglavlje u Springsteenovoj dugoj opsesiji o odnosu s ocem, čini se kao pjesmica u usporedbi s ostatkom albuma.
Jon Pareles iz New York Timesa napisao je da je Tunnel of Love "izokrenuta, zrela propala ljubav. Njegov prvi brak, s glumicom Julianne Philips se raspao; odlučio se i rastati i sa E Street Bandom." "Brilliant Disguise" nazvana je "srceparajućom pjesmom o tome kako se nekoga nikada ne uspijeva uistinu upoznati", i "pjesmom o sumnjama i poteškoćama bračnog života."
Članovi E Street Banda malo su sudjelovali na albumu; Springsteen je snimio većinu pjesama sam. Iako su na albumu navedena imena članova E Street Banda, pitanje je li ovo njihov album. Doista, Shore Fire Media, Springsteenova firma za odnose s javnošću, ne ubraja ga kao album E Street Banda, a The Rising je nazvan "njegovim prvim albumom s E Street Bandom poslije 'Born in the U.S.A.'"
Album je dostigao trostruku platinastu nakladu u SAD-u, dok je "Brilliant Disguise" bio jedan od najvećih hit singlova te se plasirao na 5. mjesto Billboardova top 100. "Tunnel of Love" također se probio među prvih deset, točnije na deveto mjesto.

## Videospotovi
Irski redatelj Meiert Avis režirao je spot za "Brilliant Disguise", "One Step Up", "Tougher Than the Rest" i "Tunnel of Love". Spotovi su snimljeni na lokacijama u New Jerseyju, uključujući Asbury Park. Intenzivno osobni spot za "Brilliant Disguise" uveo je nova mjerila na MTV jer je snimljen u jednom kadru bez montaže koristeći live vokale prvi put u povijesti MTV-a. Video je nominiran za četiri MTV Awards, uključujući Spot godine i, paradoksalno, Najbolju montažu.

## Popis pjesama
Tekstovi i glazba: Bruce Springsteen. 
| 1. | »Ain't Got You«              | 2:11 |
| 2. | »Tougher Than the Rest«      | 4:35 |
| 3. | »All That Heaven Will Allow« | 2:39 |
| 4. | »Spare Parts«                | 3:44 |
| 5. | »Cautious Man«               | 3:58 |
| 6. | »Walk Like a Man«            | 3:45 |

Tekstovi i glazba: Bruce Springsteen. 
| 1. | »Tunnel of Love«     | 5:12 |
| 2. | »Two Faces«          | 3:03 |
| 3. | »Brilliant Disguise« | 4:17 |
| 4. | »One Step Up«        | 4:22 |
| 5. | »When You're Alone«  | 3:24 |
| 6. | »Valentine's Day«    | 5:10 |

## Popis izvođača

### E Street Band
- Roy Bittan – klavir na "Brilliant Disguise", sintesajzer na "Tunnel of Love"
- Clarence Clemons – vokali na "When You're Alone"
- Danny Federici – orgulje na "Tougher Than the Rest", "Spare Parts" i "Brilliant Disguise"
- Nils Lofgren – solo gitara na "Tunnel of Love", vokali na "When You're Alone"
- Patti Scialfa – vokali na "Tunnel of Love", "One Step Up" i "When You're Alone"
- Bruce Springsteen – vokali, gitara, bas, klavijature, zvučni efekti, harmonika
- Garry Tallent – bas na "Spare Parts"
- Max Weinberg – bubnjevi na "All That Heaven Will Allow", "Two Faces" i "When You're Alone"; perkusije na "Tougher Than the Rest", "Spare Parts", "Walk Like a Man", "Tunnel of Love", "Brilliant Disguise"

### Ostali glazbenici
- James Wood – harmonika na "Spare Parts"

### Produkcija
- Bob Clearmountain – mikser
- Jay Healy – pomoćni mikser
- Bob Ludwig – mastering
- Mark McKenna – pomoćni mikser
- Roger Talkov – tehničar

## Vanjske poveznice
- Tekstovi s albuma i audio isječci  Arhivirana inačica izvorne stranice od 2. veljače 2004. (Wayback Machine)